# ميدرز (بلدة)

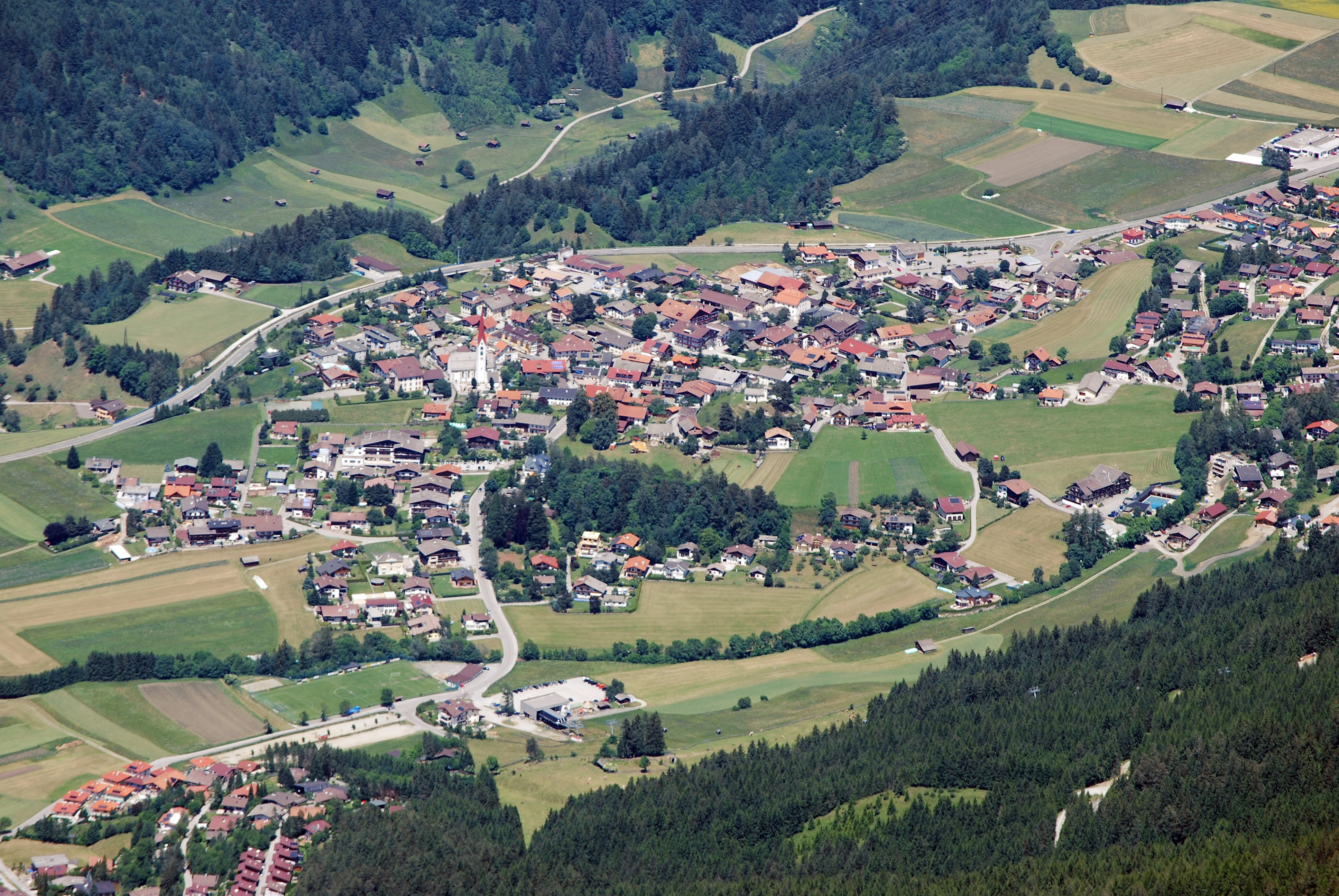
ميدرز كما تظهر من جبل سرلس

ميدرز هي بلدة في الجزء الجنوبي من منطقة إنسبروك لاند النمساوية في ولاية تيرول. تقع ميدرز على الجانب الأيمن من وادي شتوبايتال على بعد 10.60 كم جنوب إنسبروك .

## القرى المجاورة
أكسامز, بريغيتس, فولبمس, غوتستز, غرينتسنز, تلفس في شتوبايتال, موترز, نويشتيفت في شتوبايتال, شونبرغ في شتوبايتال.

## التاريخ
تأسست ميدرز في عام 1100، وتقع البلدة سفحٍ ينحدر تدريجياً من الوادي على جبل سرلس الذي يرتفع إلى 2718 متراً. سُكِنَت البلدة من العصور الوسطى المبكرة، ويحتوي المركز على منازل مزينة بجداريات الباروك.

## السياحة
المنتجعان السياحيان الموسميان يقعان مباشرة في الجزء السفلي من منطقة التزلج ومنطقة صعود الجبال بجانب جبل سرلس الاسطوري. تعرف المنحدرات أيضا بسفينة الصيف الطويل في جبال الألب ( المونوريل )، الذي يمتد من محطة في الأعلى إلى المحطة الارضية في الجندول، التي تسير عبر المنحدرات الاقل تشجيرا في الغابة، موازية لمسار التلفريك.

## وسائل النقل
تتصل ميدرز بسائر بلدات وادي شتوبايتال وبمدينة إنسبروك (مركز ولاية تيرول) بوساطة خط الحافلة رقم 590.